# Cornil
Pour les articles homonymes, voir Cornil (homonymie).
Cet article possède un paronyme, voir Cornille (homonymie).
Cornil [kɔʁnil] est une commune française située dans le département de la Corrèze, en région Nouvelle-Aquitaine.

## Géographie
La commune est traversée par plusieurs ruisseaux qui confluent vers la Corrèze située en contrebas : 

Ruisseaux de la Geinde, de Brauze, du Mazet, des Mirandes, du Bois Coudert sur la rive gauche de la Corrèze et la Sudrie, la Gane, du Moulin sur la rive droite.

### Communes limitrophes
Les communes limitrophes sont  Aubazines, Chameyrat, Le Chastang, Saint-Hilaire-Peyroux et Sainte-Fortunade.
|                       | Chameyrat |                  |
| Saint-Hilaire-Peyroux | Cornil    | Sainte-Fortunade |
| Aubazines             |           | Le Chastang      |

### Climat
Pour des articles plus généraux, voir Climat de la Nouvelle-Aquitaine et Climat de la Corrèze.
Historiquement, la commune est dans une zone de transition entre les climats océaniques aquitain et montagnard.  
En 2020, Météo-France publie une typologie des climats de la France métropolitaine dans laquelle la commune est exposée à un climat de montagne et est dans la région climatique  Ouest et nord-ouest du Massif Central, caractérisée par une pluviométrie annuelle de 900 à 1 500 mm, maximale en automne et en hiver.
Pour la période 1971-2000, la température annuelle moyenne est de 11,8 °C, avec  une amplitude thermique annuelle de 15,4 °C. Le cumul annuel moyen de précipitations est de 1 161 mm, avec 13,1 jours de précipitations en janvier et 7,6 jours en juillet. Pour la période 1991-2020, la température moyenne annuelle observée sur la station météorologique la plus proche, située sur la commune de Tulle à 8 km à vol d'oiseau, est de 12,1 °C et le cumul annuel moyen de précipitations est de 1 236,1 mm,. Pour l'avenir, les paramètres climatiques de la commune estimés pour 2050 selon différents scénarios d’émission de gaz à effet de serre sont consultables sur un site dédié publié par Météo-France en novembre 2022.

## Urbanisme

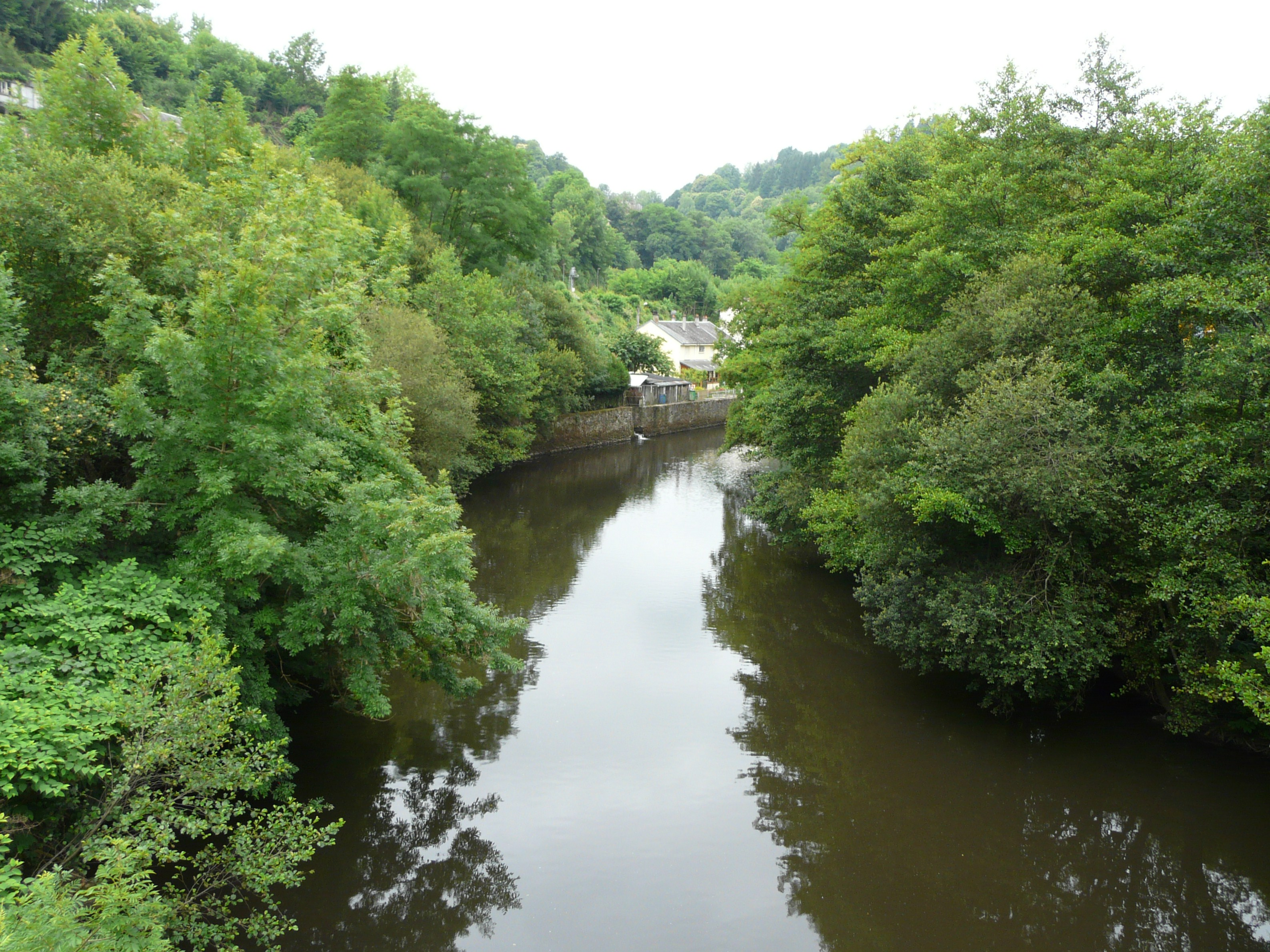
La Corrèze au pont de Cornil.

### Typologie
Au 1er janvier 2024, Cornil est catégorisée commune rurale à habitat dispersé, selon la nouvelle grille communale de densité à 7 niveaux définie par l'Insee en 2022.
Elle est située hors unité urbaine. Par ailleurs la commune fait partie de l'aire d'attraction de Tulle, dont elle est une commune de la couronne,. Cette aire, qui regroupe 43 communes, est catégorisée dans les aires de moins de 50 000 habitants,.

### Occupation des sols
L'occupation des sols de la commune, telle qu'elle ressort de la base de données européenne d’occupation biophysique des sols Corine Land Cover (CLC), est marquée par l'importance des forêts et milieux semi-naturels (56,9 % en 2018), une proportion sensiblement équivalente à celle de 1990 (57,3 %). La répartition détaillée en 2018 est la suivante : 
forêts (56,9 %), prairies (35,7 %), zones agricoles hétérogènes (4,2 %), zones urbanisées (2,9 %), espaces verts artificialisés, non agricoles (0,3 %).
L'évolution de l’occupation des sols de la commune et de ses infrastructures peut être observée sur les différentes représentations cartographiques du territoire : la carte de Cassini (XVIIIe siècle), la carte d'état-major (1820-1866) et les cartes ou photos aériennes de l'IGN pour la période actuelle (1950 à aujourd'hui).

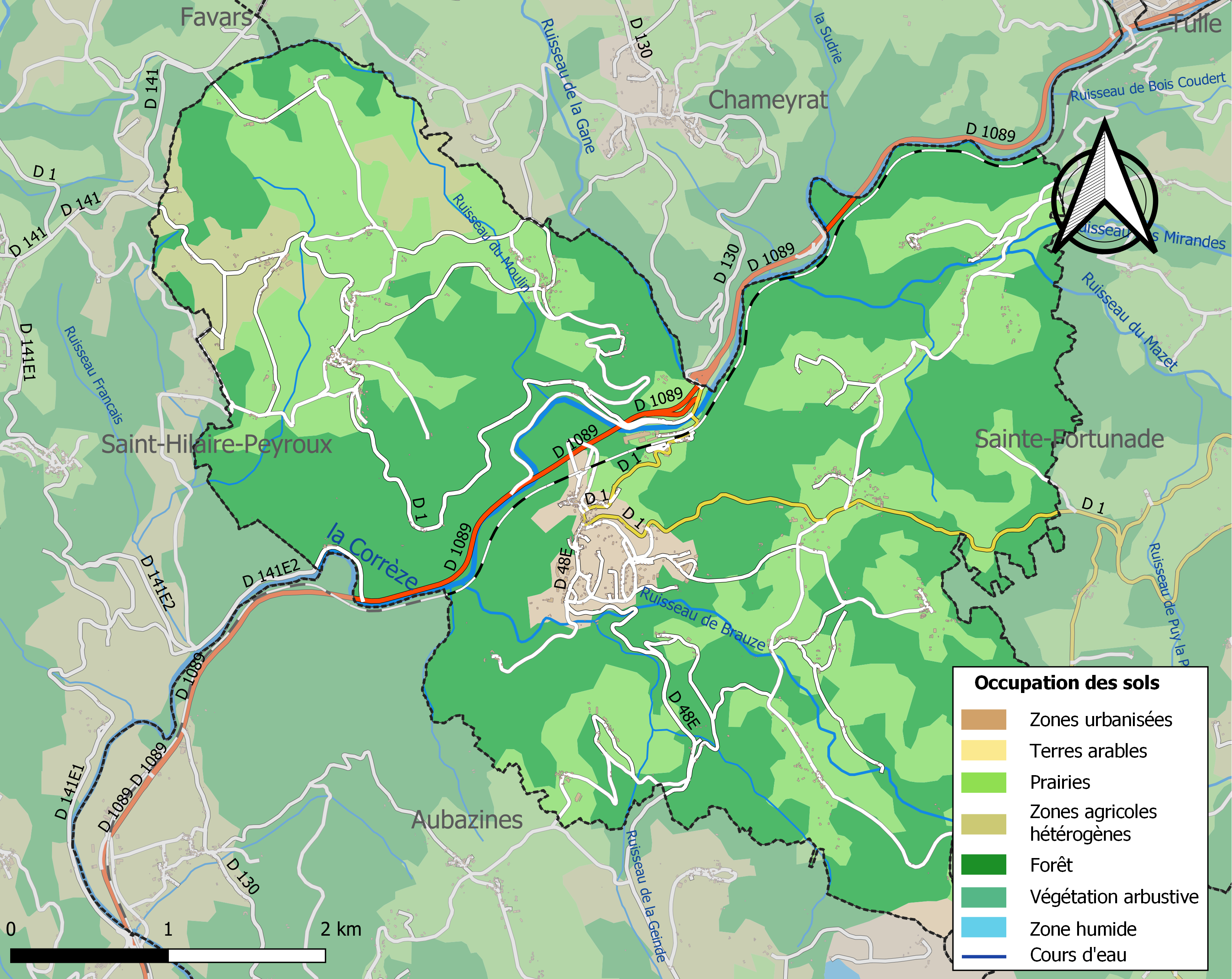
Carte des infrastructures et de l'occupation des sols de la commune en 2018 (CLC).

### Risques majeurs
Le territoire de la commune de Cornil est vulnérable à différents aléas naturels : météorologiques (tempête, orage, neige, grand froid, canicule ou sécheresse), inondations, feux de forêts et séisme (sismicité très faible). Il est également exposé à un risque particulier : le risque de radon. Un site publié par le BRGM permet d'évaluer simplement et rapidement les risques d'un bien localisé soit par son adresse soit par le numéro de sa parcelle.

#### Risques naturels

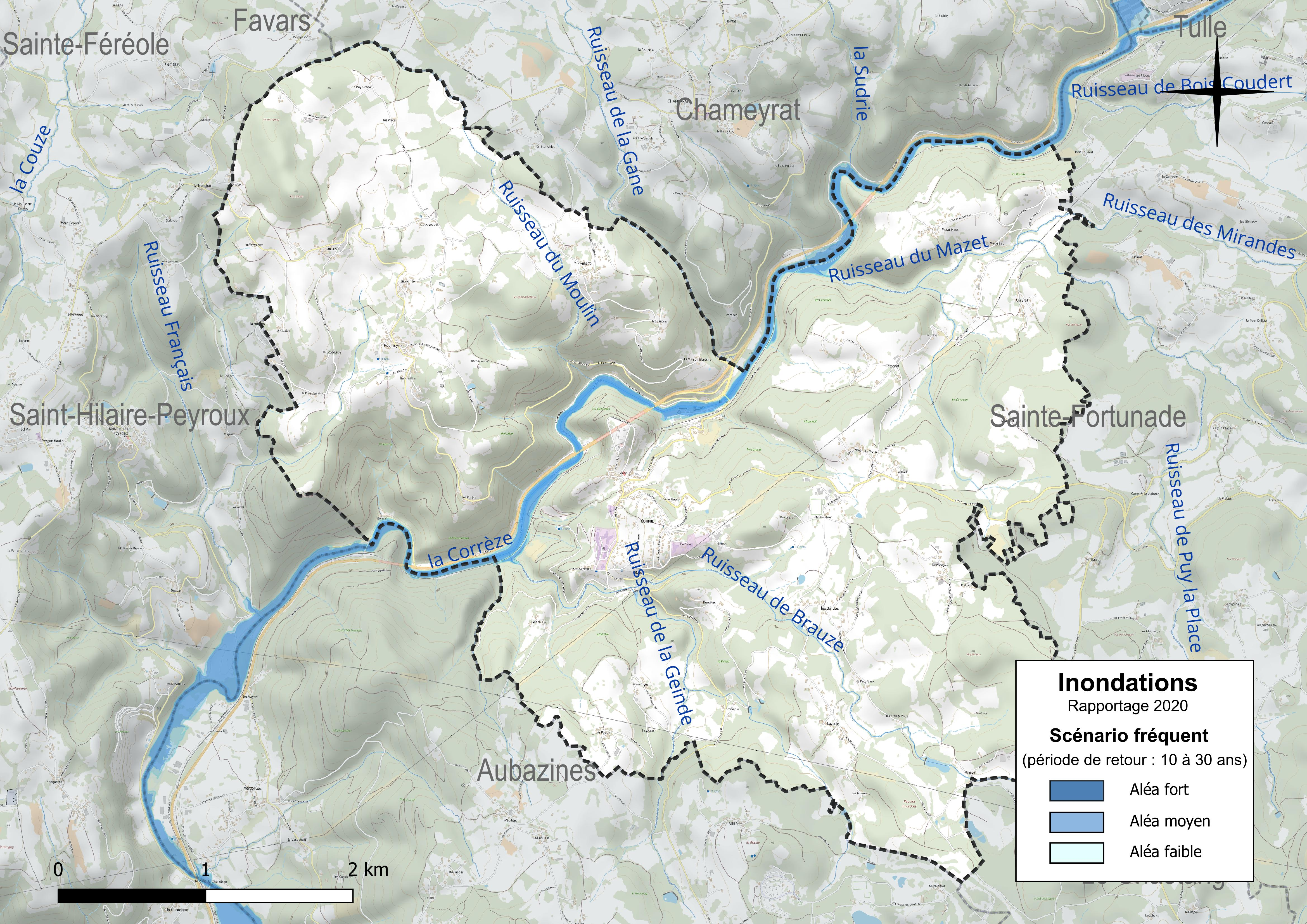
Carte de la zone inondable de la commune définie pour le scénario fréquent, dans le territoire à risque important d’inondation (TRI) Tulle-Brive.

La commune fait partie du territoire à risques importants d'inondation (TRI) de Tulle-Brive, regroupant 20 communes concernées par un risque de débordement de la Corrèze et de la Vézère (17 dans la Corrèze et trois dans la Dordogne), un des 18 TRI qui ont été arrêtés le 11 janvier 2013 sur le bassin Adour-Garonne. Des cartes des surfaces inondables ont été établies pour trois scénarios : fréquent (crue de temps de retour de 10 ans à 30 ans), moyen (temps de retour de 100 ans à 300 ans) et extrême (temps de retour de l'ordre de 1 000 ans, qui met en défaut tout système de protection). La commune a été reconnue en état de catastrophe naturelle au titre des dommages causés par les inondations et coulées de boue survenues en 1982, 1999 et 2001,. Le risque inondation est pris en compte dans l'aménagement du territoire de la commune par le biais du plan de prévention des risques (PPR) inondation « Corrèze amont », approuvé le 9 octobre 2006. 

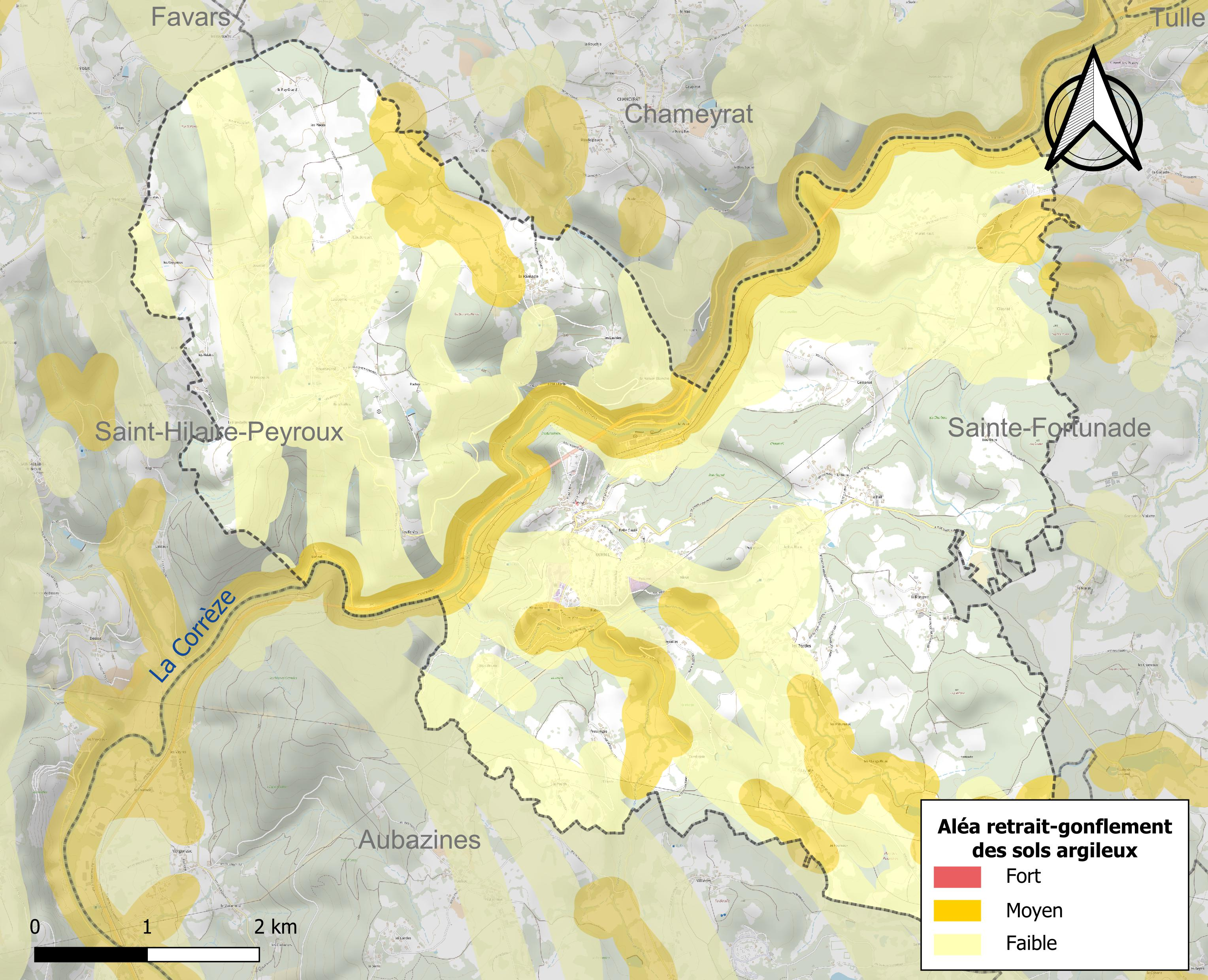
Carte des zones d'aléa retrait-gonflement des sols argileux de Cornil.

Le retrait-gonflement des sols argileux est susceptible d'engendrer des dommages importants aux bâtiments en cas d’alternance de périodes de sécheresse et de pluie. 17,3 % de la superficie communale est en aléa moyen ou fort (26,8 % au niveau départemental et 48,5 % au niveau national). Sur les 511 bâtiments dénombrés sur la commune en 2019,  46 sont en aléa moyen ou fort, soit 9 %, à comparer aux 36 % au niveau départemental et 54 % au niveau national. Une cartographie de l'exposition du territoire national au retrait gonflement des sols argileux est disponible sur le site du BRGM,.
Concernant les feux de forêt, aucun plan de prévention des risques incendie de forêt (PPRIF) n’a été établi en Corrèze, néanmoins le code de l’urbanisme impose la prise en compte des risques dans les documents d’urbanisme. Le périmètre des servitudes d'utilité publique et des zones d'obligation légale de débroussaillement pour les particuliers est quant à lui défini pour la commune dans une carte dédiée. 
Concernant les mouvements de terrains, la commune a été reconnue en état de catastrophe naturelle au titre des dommages causés par la sécheresse en 2018 et par des mouvements de terrain en 1999.

#### Risque particulier
Dans plusieurs parties du territoire national, le radon, accumulé dans certains logements ou autres locaux, peut constituer une source significative d’exposition de la population aux rayonnements ionisants. Certaines communes du département sont concernées par le risque radon à un niveau plus ou moins élevé. Selon la classification de 2018, la commune de Cornil est classée en zone 3, à savoir zone à potentiel radon significatif. 

## Toponymie
Cornil s'est appelé à travers les âges : Cornilio cas et Cornilio puis vers 926-927 à 957 Parrochia de Cornilio. On trouve ensuite de Cornilio en 1103 et en 1154 ainsi que Cornilh en 1105 et Cornill en 1114. Le nom de Cornil apparait pour la première fois vers 1143-1154, 1157-1158, 1177-1178, etc. On retrouve toutefois la typographie de Cornilio vers 1315.
Le nom de Cornil est de formation latine provenant du nom d'un homme Cornélius.
Une très ancienne église, disparue, placée sous le vocable de saint Étienne indique la grande ancienneté du village.
Au XIIe siècle, vers 1142-1143, Cornil, et sa forme féminine Cornila, sont encore utilisés en Bas-Limousin, comme noms de baptême.

## Histoire
Le village, bâti sur un site préhistorique, est dominé par son église romane et les vestiges d'un de ses châteaux. Centre actif au Moyen Âge, on y battait monnaie sous les Mérovingiens. Importante famille, les Cornil participent aux premières Croisades.
Jaubert de Malemort, marié à Aude, fille de Bernard II de Ventadour et de Marguerite de Beaumont fut seigneur de Cornil. Marguerite de Beaumont était la fille de Robert de Brienne, vicomte de Beaumont, qui était le petit-fils de Jean de Brienne, roi de Jérusalem, et de Bérengère de Castille.
En 1595, pendant les guerres de religion une troupe de ligueurs s'empare de Cornil après l'avoir assiégé.
Le loup enragé de Cornil concerne un loup qui au XVIIIe siècle a terrorisé la population dans la commune de Cornil.
À la Révolution, une grande partie sud du territoire de la paroisse de Cornil en a été détachée pour former la commune d'Aubazines,.
Après l'ouverture de la Route nationale 89, en 1840, un premier pont existait et était situé un peu en aval du pont actuel, qui sera détruit lors de la crue de la Corrèze le 3 juin 1875.
Il y avait, en 1910, une usine, qui dominait la gare de Cornil, appelée « Usine des Anglais ». Cette usine a d'abord fabriqué un produit tannant (où un colorant), fait à base de châtaigniers, très nombreux dans la région, découpés en bûches. Puis un tissage de draps s'y installa et depuis 1956 une fabrique de jouet en bois est propriétaire des bâtiments,,.
En 1944, plusieurs actions opposent la résistance et les troupes allemandes.
 
Le 27 mars, un groupe de FTP tire sur une voiture allemande, dont les occupants sont blessés et parviennent à s'enfuir. Sur le chemin du retour, ils font dérailler un train au pont de Jayle sur la commune de Malemort. 
 
Le 1er avril, sept résistants FTP tendent une embuscade sur la route nationale 89 à hauteur de Cornil pour attaquer, et capturer un convoi d’essence allemand. L'affaire s'engage mal car le convoi de la Wehrmacht est escorté de GMR, appuyé d'un groupe de 21 policiers de la Schutzpolizei, rapidement rejoints par des éléments de la LNA sous les ordres d'Henri Lafont. Les FTP décrochent laissant sur place leur mitrailleur blessé qui sera arrêté ainsi que dix otages du village. Le mitrailleur et cinq autres otages sont exécutés le 2 avril à Tulle. 
 
Le 7 août, 90 hommes de la 232e compagnie FTP de la Corrèze attaquent avec succès un convoi de neuf camions et de trois voitures.
.
Le 17 août 1944, l'acte de reddition de la garnison allemande de Tulle est signé au Pont-de-Cornil. Toutefois la signature a lieu dans l'hôtel, aujourd'hui disparu, qui était situé sur la commune de Chameyrat, juste à la limite des deux communes,.

### Maison de Cornil
La maison de Cornil est une ancienne chevalerie distinguée. Elle parait être originaire du Limousin et avoir formé des établissements dans la vicomté de Turenne, dès le XIIe siècle.
Pierre de Cornil fut l'un des onze nobles qui assistèrent, en 1143, à la sépulture de Boson II, vicomte de Turenne. Raimond de Cornil, fut archidiacre puis évêque de Cahors de 1280 à 1293. En 1440, Jean de Toucheboeuf épousa en secondes noces Jeanne de Cornil. Ils quittèrent le Limousin pour s'établir en Quercy, au château de Clermont qui devint le siège de sa maison et dont elle a pris le surnom.
La maison de Cornil s'éteignit en 1541 par le mariage de Françoise de Cornil avec Gilbert Durfort, qui forma la branche de Prouilhac-de Roquenadelh, éteinte en 1648.

## Politique et administration

### Liste des maires

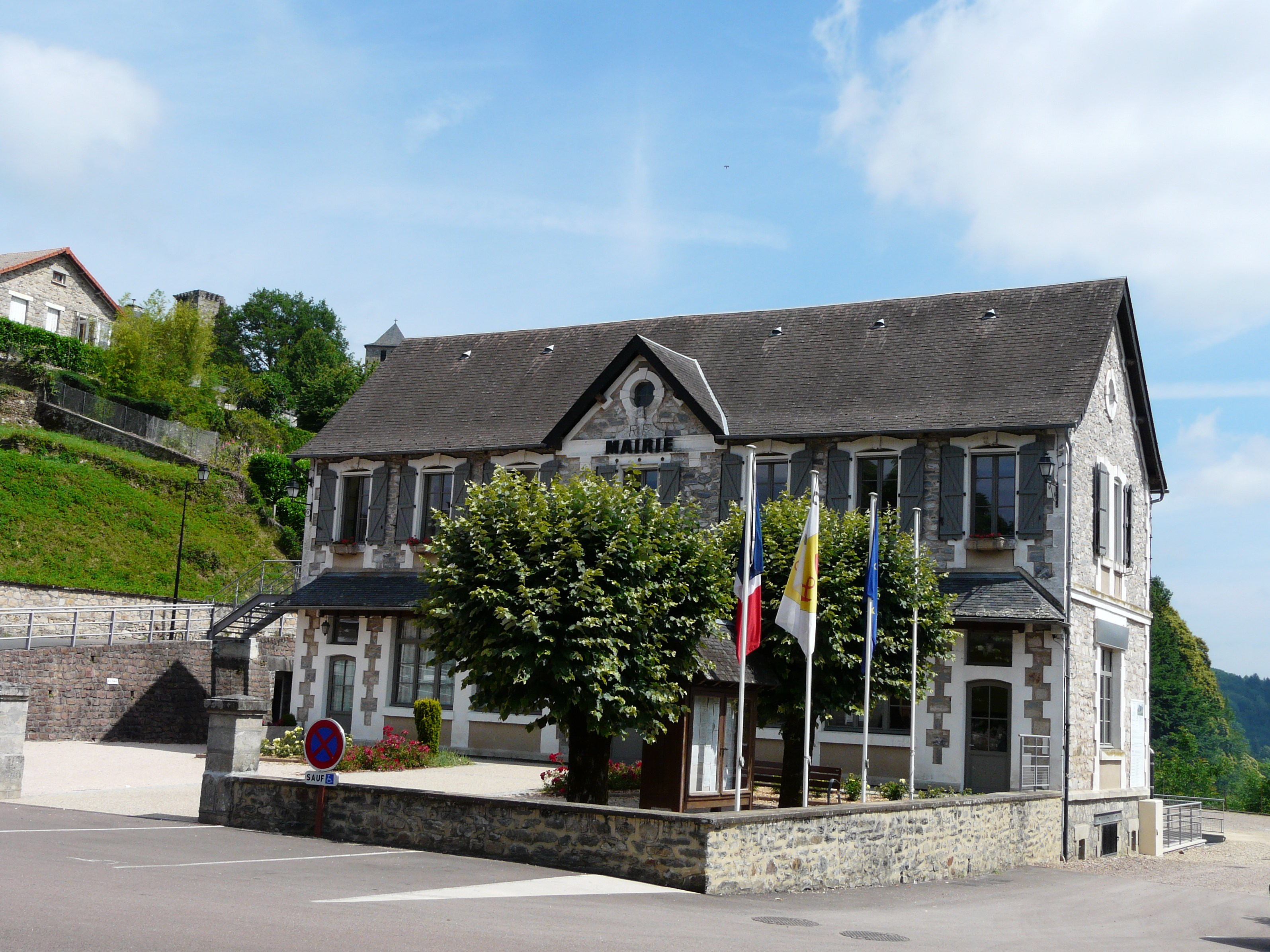
La mairie.

| Période                                  | Période       | Identité                            | Étiquette | Qualité       |
| ---------------------------------------- | ------------- | ----------------------------------- | --------- | ------------- |
| Les données manquantes sont à compléter. |               |                                     |           |               |
| ca 1792                                  |               | Jean Marie Blaise Brunie            |           |               |
| an II                                    | décembre 1812 | Jean Dauzier                        |           |               |
| janvier 1813                             | juin 1825     | Jean Vacher                         |           |               |
| juin 1825                                | décembre 1829 | Jean-Marie Blaise Brunie (Brunye)   |           |               |
| janvier 1830                             | juin 1837     | Jean-Baptiste Crozat                |           |               |
| juillet 1837                             | février 1848  | Guillaume Sylvain-Lajonchère Crozat |           |               |
| mars 1848                                | décembre 1851 | Jean Vacher                         |           |               |
| janvier 1852                             | décembre 1876 | Jean Estorges                       |           |               |
| janvier 1877                             | octobre 1894  | Pierre Vacher                       |           |               |
| novembre 1894                            |               | Jean Brugeille                      |           |               |
|                                          |               |                                     |           |               |
| 1921                                     | 1931          | Hippolyte Estorges                  |           | Avoué         |
|                                          |               |                                     |           |               |
| 1944                                     |               | Jean Perrier                        |           |               |
|                                          |               |                                     |           |               |
|                                          |               | Pierre Hippolyte Marie Estorges     |           |               |
|                                          |               |                                     |           |               |
| 1951                                     | 1952          | Jean Jargois                        |           |               |
| 1953                                     | 1956          | Maurice Dauzier                     |           |               |
|                                          |               |                                     |           |               |
| 1989                                     | 1995          | Jean-Paul Chapoux                   |           |               |
|                                          |               |                                     |           |               |
| mars 2001                                | mars 2008     | Jean-Paul Chapoux                   |           |               |
| mars 2008                                | En cours      | Pascal Fouché,                      | DVD       | Fonctionnaire |

### Jumelages

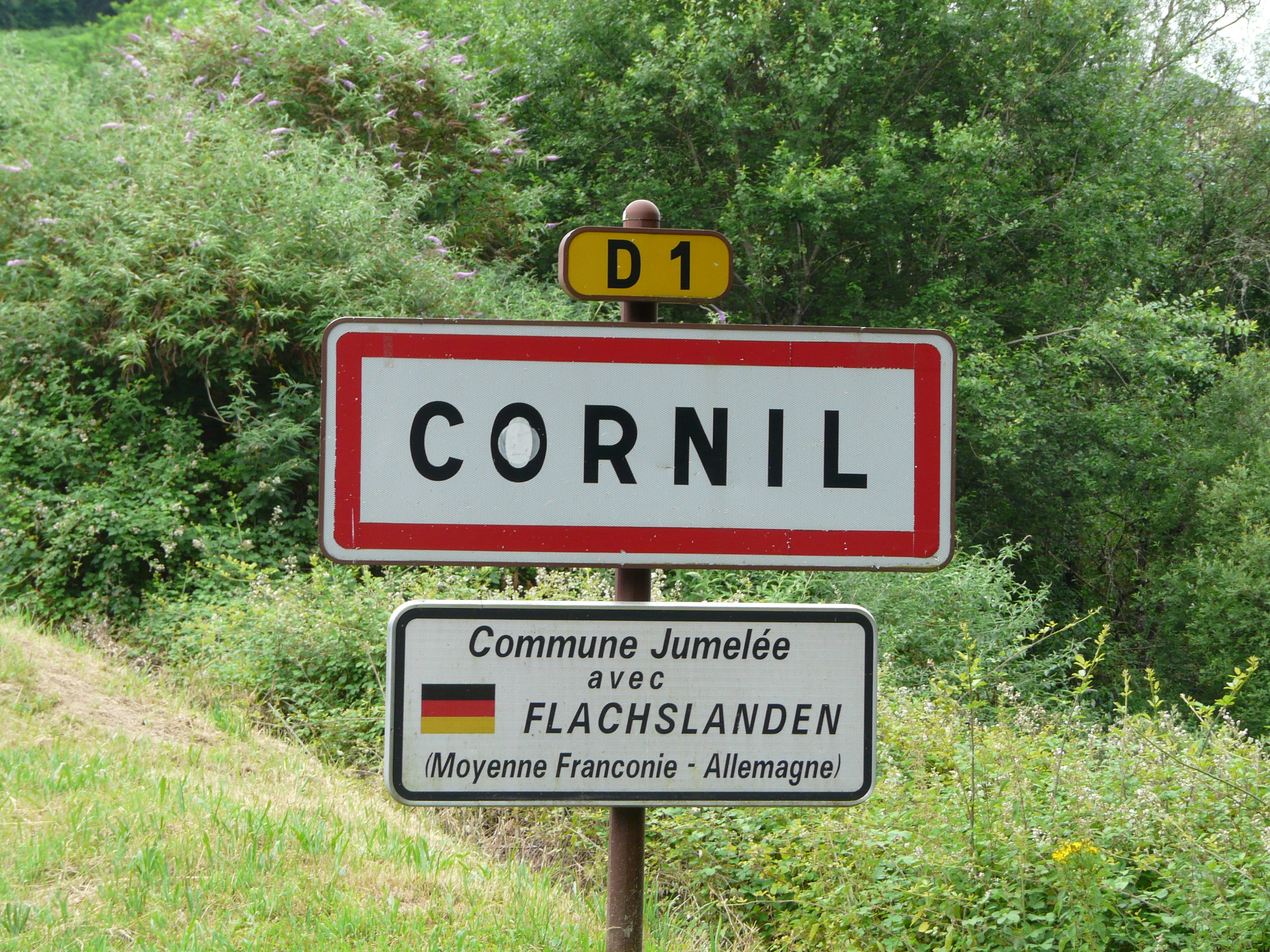
Panneau de jumelage de Cornil.

Flachslanden (Allemagne)

## Démographie
Les habitants de Cornil sont les Cornilois.
L'évolution du nombre d'habitants est connue à travers les recensements de la population effectués dans la commune depuis 1793. Pour les communes de moins de 10 000 habitants, une enquête de recensement portant sur toute la population est réalisée tous les cinq ans, les populations de référence des années intermédiaires étant quant à elles estimées par interpolation ou extrapolation. Pour la commune, le premier recensement exhaustif entrant dans le cadre du nouveau dispositif a été réalisé en 2008.

En 2022, la commune comptait 1 283 habitants, en évolution de −6,28 % par rapport à 2016 (Corrèze : −0,59 %, France hors Mayotte : +2,11 %).
| 1793  | 1800 | 1806  | 1821  | 1831  | 1836  | 1841  | 1846  | 1851  |
| ----- | ---- | ----- | ----- | ----- | ----- | ----- | ----- | ----- |
| 1 066 | 964  | 1 123 | 1 254 | 1 203 | 1 277 | 1 358 | 1 409 | 1 479 |

| 1856  | 1861  | 1866  | 1872  | 1876  | 1881  | 1886  | 1891  | 1896  |
| ----- | ----- | ----- | ----- | ----- | ----- | ----- | ----- | ----- |
| 1 501 | 1 399 | 1 467 | 1 472 | 1 405 | 1 435 | 1 455 | 1 669 | 1 810 |

| 1901  | 1906  | 1911  | 1921  | 1926  | 1931  | 1936  | 1946  | 1954  |
| ----- | ----- | ----- | ----- | ----- | ----- | ----- | ----- | ----- |
| 1 858 | 1 903 | 1 891 | 1 718 | 1 674 | 1 746 | 1 620 | 1 513 | 1 675 |

| 1962  | 1968  | 1975  | 1982  | 1990  | 1999  | 2006  | 2008  | 2013  |
| ----- | ----- | ----- | ----- | ----- | ----- | ----- | ----- | ----- |
| 1 568 | 1 564 | 1 532 | 1 515 | 1 423 | 1 363 | 1 391 | 1 395 | 1 399 |

| 2018  | 2022  | - | - | - | - | - | - | - |
| ----- | ----- | - | - | - | - | - | - | - |
| 1 311 | 1 283 | - | - | - | - | - | - | - |

## Culture locale et patrimoine

### Châteaux, église
- Le « château bas » était situé à la sortie du bourg et fut détruit lors des guerres de religion quand les troupes royales d'Anne de Lévis, duc de Ventadour, s'emparèrent du village.
- Le château du bourg dit « de Sallegaye » a été détruit pendant la Révolution française car son seigneur, Jérôme Lagarde sieur d'Aubertie, maltraitait les Cornilois et en était détesté.[réf. nécessaire]
- Le château de la Chapoulie[44], situé près de l'église sur un escarpement rocheux qui domine le village, est appelé le « château haut » ou « sucquet » ; il ne subsiste qu'une tour en ruines. Il fut partiellement détruit pendant la Révolution mais madame de Bar étant bienveillante envers les Cornilois, en particulier en les soignant, ceux-ci ménagèrent le site qui fut surtout détruit par la suite en servant de carrière.[réf. nécessaire]

Deux bâtiments de Cornil sont inscrits au titre des monuments historiques en 1927 :
- les vestiges du « château haut »[44] ;
- à côté, l'église de l'Invention-des-Reliques-de-Saint-Étienne, plus connue sous le nom d'église Saint-Étienne[46].

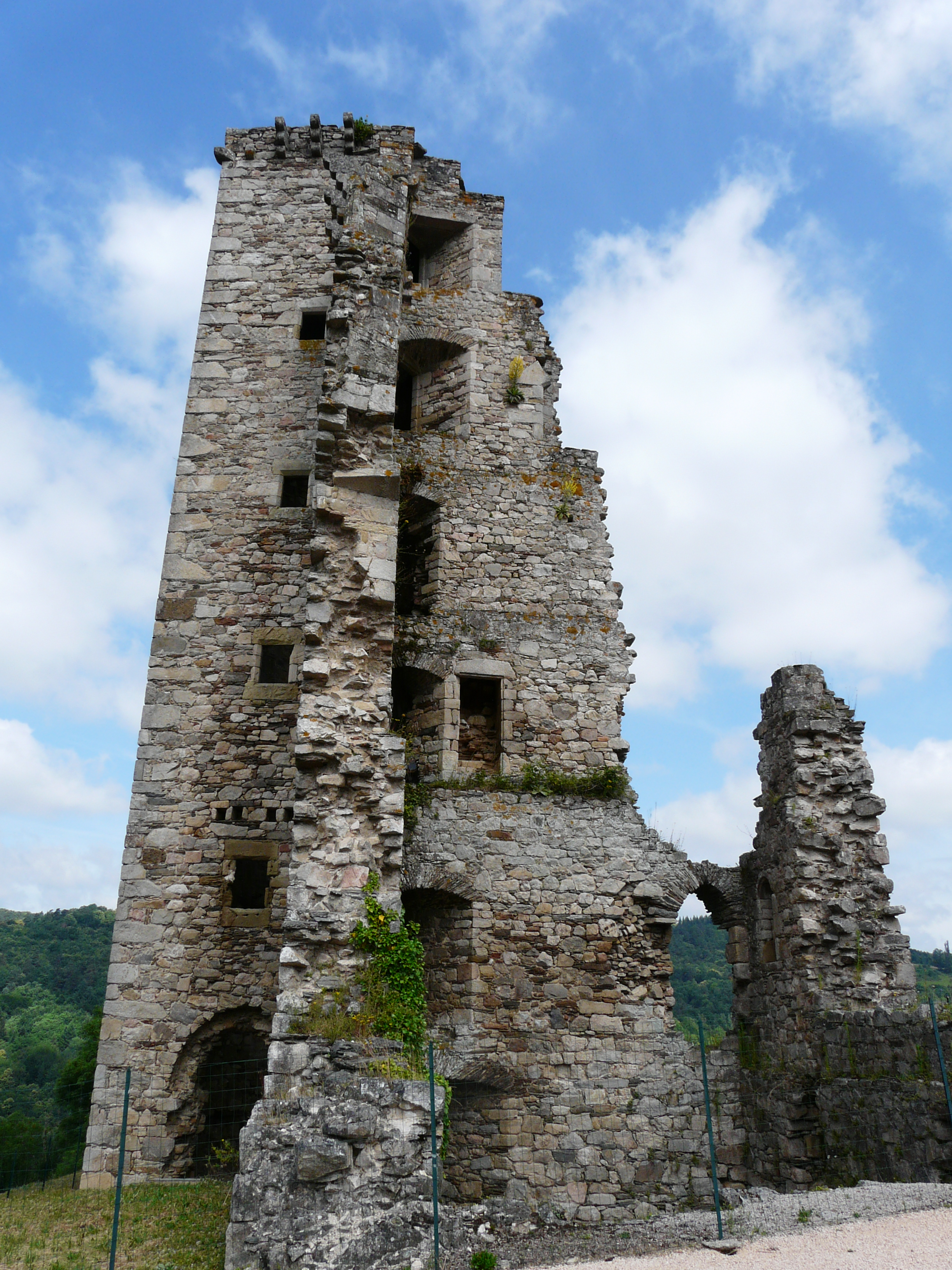
Le donjon en ruine du château.
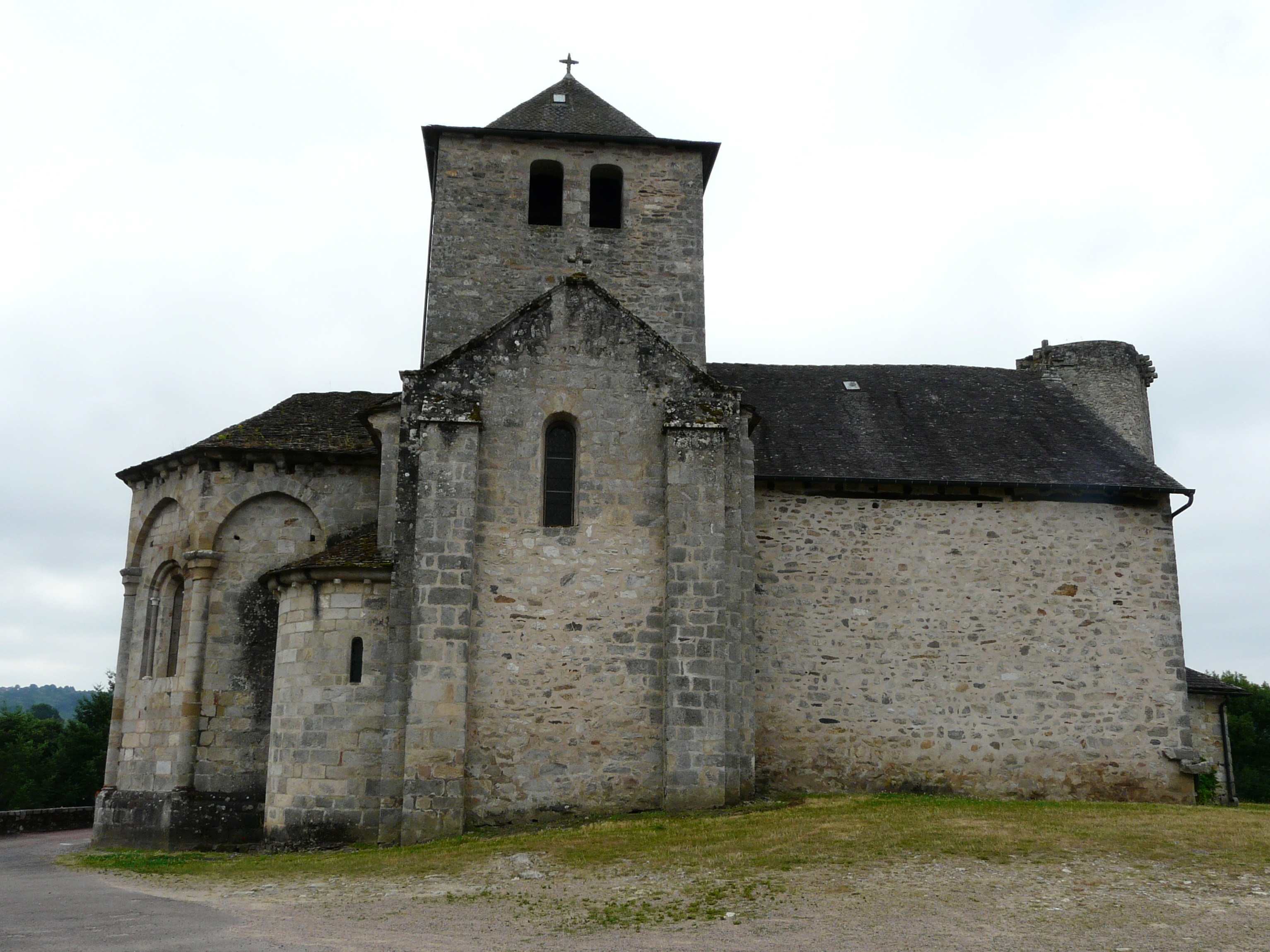
L'église, vue du cimetière.
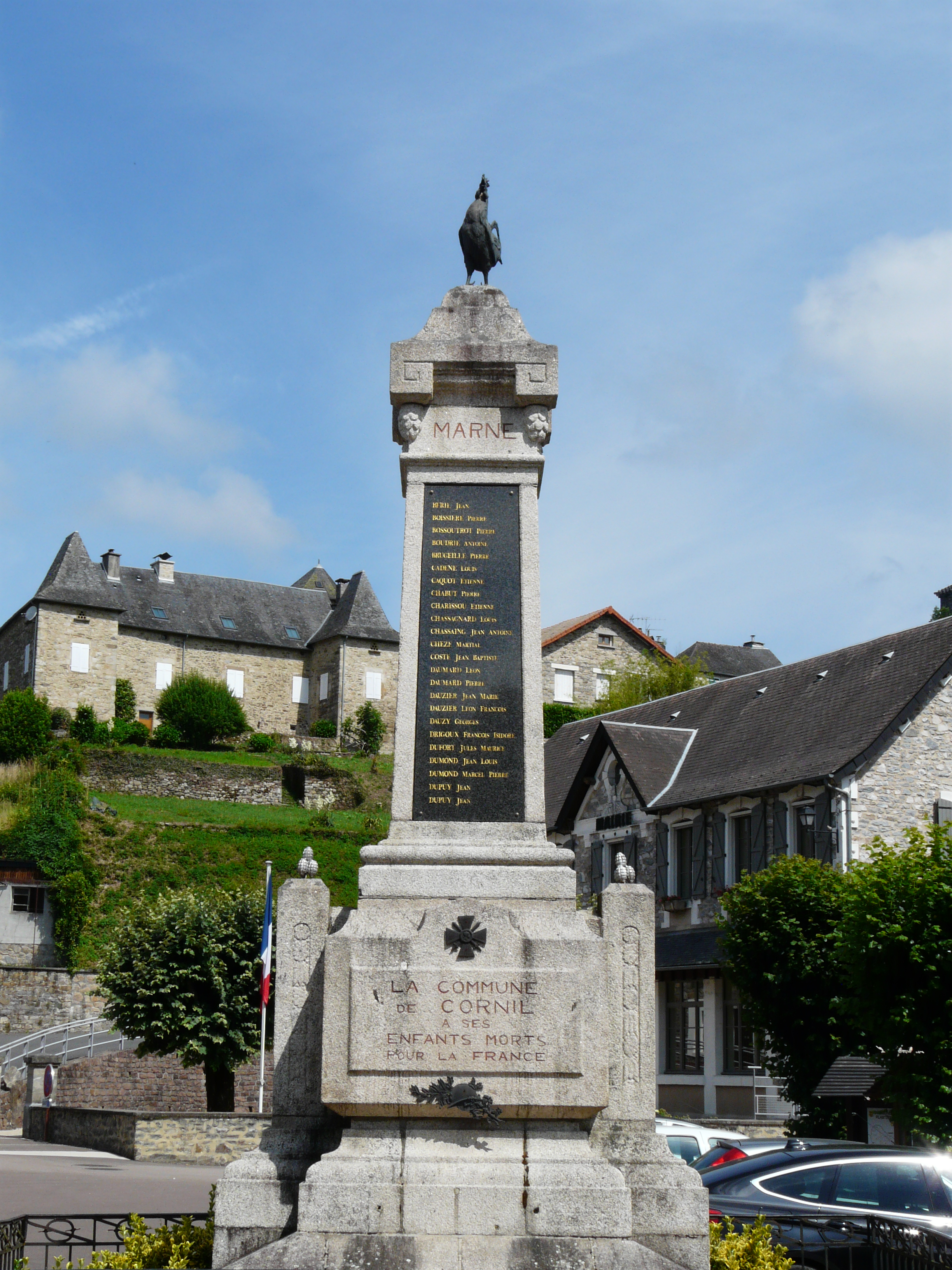
Le monument aux morts (dans le bourg).

### Lieu
- Le Peuch, au sud de la commune est un village qui a appartenu jusqu'à la Révolution française aux hospitaliers de la commanderie de Puy de Noix[47].

### Personnalités liées à la commune
- Raimond de Cornil, évêque de Cahors de 1280 à 1293.
- Pierre Souletie (1910-1944), né à Cornil, résistant pendu lors du massacre de Tulle.

### Héraldique
| Cornil | Son blasonnement est : D'or à deux cors de chasse de gueules posés l'un sous l'autre. |